# 南唐書 (陸游)
《南唐書》，南宋陸游撰，凡十八卷，紀傳體南唐史書。其中本紀三卷，列傳十五卷。記述南唐自公元937年先主李昪建國至975年後主李煜在位時為北宋所滅共39年之史事。此書敘事簡明扼要，保存了大量關於南唐的珍貴史料，为南唐史中之佳作。

## 修史過程
陸游認為馬令的《南唐書》未尽其善，於是對其刪繁補遺，重加編撰，仍名為《南唐書》。陸游在撰寫此書時，提出的修史原則是：“以耳目所接，察隧碑行述之諛辭；以眾論所存，刊野史小說之謬妄。取天下之公，去一家之私” 。該書敘述簡賅有法，極為後人推崇，刊印、校注者甚多。元天曆初，戚光為之音釋一卷，程塾等校刊，趙世炎作序。清道光二年（1822年）有綠簽山房刻本，附嘉慶時湯運泰《南唐書注》十八卷、《唐年世總釋》一卷和《州軍總音釋》一卷。1915年有劉氏嘉業堂刻本，附康熙時周在浚《南唐書注》十八卷及劉承幹《南唐書補注》十八卷。現存最早本為明嘉靖四十三年錢穀抄本。

## 后世评价
後人為其所作的《南唐書》作的題辭總結道“若申屠令堅之誓死報國。廖居素之立死井中，李鄒延之不草降書見殺，段處常之面誚契丹虜中，趙仁澤之不拜吳越王，張雄之滿門死難，喬匡舜之極諫親征，張義方之力振紀綱，歐陽廣之疏劾邊鎬，高遠之料楚難守，陳褒之十世同居，此皆馬書所無。”。
明胡震亨云：“余始得馬令《南唐書》，以為政可作酒後談資耳。及得陸游新修《南唐書》讀之，乃知正史稗官迥自懸別，未可以偽史忽之。”
《四庫全書總目提要》云：“《南唐書》十八卷，《音釋》一卷，宋陸游撰。……馬令書與遊書盛傳，而遊書尤簡核有法。”

## 内容
1. 卷一 烈祖本紀
2. 卷二 元宗本紀
3. 卷三 後主本紀
4. 卷四 宋齊丘列傳
5. 卷五 周徐查邊列傳
6. 卷六 周柴何王張馬遊刁列傳
7. 卷七 徐高鐘常史沈三陳（陳況、陳曙、陳陶）江毛列傳
8. 卷八 三徐（徐知證、徐知諤、徐遊）三王（王建封、王彥儔、王崇文）二朱（朱匡業、朱令贇）胡申屠喬睦列傳
9. 卷九 劉高盧陳李廖列傳
10. 卷十 張李皇甫江歐列傳
11. 卷十一 馮孫廖彭列傳
12. 卷十二 孟陳韓朱列傳
13. 卷十三 劉潘李嚴張龔列傳
14. 卷十四 郭張林盧蒯二陳（陳喬、陳起）列傳
15. 卷十五 周鄭李三劉（劉崇俊、劉洞、劉承勳）江汪郭伍蕭李卢朱王魏列傳
16. 卷十六 後妃諸王列傳
17. 卷十七 雜藝方士節義列傳
18. 卷十八 浮屠契丹高麗列傳